# Carlos María de Heredia
Carlos María de Heredia (Ciudad de México, 1872-Ciudad de México, 1951) fue un sacerdote jesuita, poeta, novelista y dramaturgo mexicano, investigador del espiritismo al cual describió, desenmascaró y demostró en público la farsa del espiritismo. Influyó para la  creación del Partido Católico Nacional, y otras agrupaciones sociales en México.

## Primeros Años.
Nació en el seno de una familia acomodada. Su padre construyó un teatro privado para sus hijos donde contrataba a ciertas personalidades que visitaban México. Así el mago Alexander Hermann se presentó e impresionó a los niños de Heredia.
Estudió en España donde se ordenó como sacerdote jesuita en 1901. Ese año se inició como articulista en “El mensajero del Sagrado Corazón de Jesús”. Dirigió la revista “Centro” (1911-1913). Colaboró en la revista “Hoy” y en “Revista de Revistas”, dirigió “Almanaque Guadalupano” (1934)
Vivió muchos años en Estados Unidos, donde fue profesor de la Universidad de la Santa Cruz en Worcester Massachusetts, la más antigua universidad jesuita en EUA. 

## Desenmascarando el espiritismo
Un talento que utilizó fue el de mago y prestidigitador que luego cobró fama y posteriormente se dedicó a demostrar los engaños de los espiritistas y médiums, por lo cual escribió varios libros al respecto y dio conferencias en diversos países, donde él mismo hacia las demostraciones de magia.
Cabe hacer notar que el espiritismo se puso de moda en el mundo en la segunda mitad del siglo XIX. El espiritismo se basaba en la creencia de que los espíritus de los difuntos podían comunicarse con los vivos a través de personas dotadas de poderes paranormales, llamadas médiums. Estos supuestos médiums decían producir fenómenos extraordinarios, como levitar objetos, materializar manos o rostros de espíritus, o escribir mensajes automáticos. La gente acudía a sesiones donde se veían ectoplasmas y se platicaba con los muertos.
Heredia demostró y explicó los trucos utilizados por el ilusionismo, imanes, espejos, luces, ventriloquia, hipnosis, sustancias químicas para crear la ilusión de que los espíritus se manifestaban. En 1920 el club católico de Nueva York realizó una sesión espiritista falsa para 500 personas donde reprodujo los fenómenos que los médiums realizaban, como hacer flotar una mesa, crear una mano con guante, o hacer una fotografía con doble negativo, pero luego explicó como los había hecho. Esto lo hacía Carlos, para alertar del “peligro de perder la fe en Dios”.
El trabajo fue muy valorado por la comunidad de escépticos y la científica. Heredia fue elogiado por el escritor y filósofo G. K. Chesterton, quien le dedicó un poema titulado “La balada del caballo blanco”. Entabló correspondencia con Arthur Conan Doyle, autor de Sherlock Holmes, quien le dio por el espiritismo y retrataba hadas y duendes. Hizo amistad con el famoso mago y escapista Harry Houdini y John Mulholland, dos magos que también luchaban contra la charlatanería mediúminica.
Conan Doyle publicó en 1922 dos libros sobe fenómenos paranormales: “El misterio de las hadas" y “El caso de la fotografía espiritual”. Ahí presentó supuestas fotos de hadas como prueba de esas criaturas, cuando en realidad la había creado a partir de ciertos dibujos. Lo mismo hizo en el segundo libro, siendo esto revelado por el periódico The New York Tribune. Luego demostró con un fotógrafo en el Carnegie Hall, de nuevo fotos de espíritus, la falsedad. De Heredia publicó en las revistas The Evening World, Popular Mechanics, y Scientific American sus demostraciones. Houdini citó la demostración que Heredia hizo en su libro “Mago entre los espíritus” (1924)
Otra demostración de estos hechos fue ante gente del clero en presencia del futuro cardenal Giovanni Bonzano quien era el delegado apostólico de la Santa Sede en Estados Unidos, y un centenar de invitados más; el ilusionista mexicano desabrochó sotanas, un solideo pasó misteriosamente de una testa episcopal a la de otro espectador, a plena luz, una mesa se elevó 20 cm con el delegado apostólico y dos obispos teniendo las manos encima y estando el mago alejado. “La impresión de los concurrentes fue tan intensa que varios instintivamente hicieron la señal de la cruz” escribió después el padre Heredia.
También rebeló como los “médiums” obtenían información previa de sus clientes o les hacían preguntas sugestivas, para dar la impresión de que conocían sus secretos o deseos. El sacerdote afirmó que el 90% de los fenómenos espiritistas respondían a trucos, otro 5% tenía explicación científica y el restante 5% estaba pendiente de ella.

## En el escenario político mexicano
Carlos participó en asesorar junto con Bernardo Bergoend en la fundación del Partido Católico Nacional. En agosto de 1911 funda por encargo del arzobispo José Mora y del Río una asociación sociopolítica en pro de la instrucción social de las damas mexicanas, tanto en Ciudad de México como en Guadalajara (1913) con 10,200 socias. También funda en 1911 el Centro de Estudiantes Católicos en Ciudad de México y en Guadalajara. Asume la dirección de la Liga Nacional de Estudiantes Católicos, con 11,000 miembros. En 1913, Bergoend sustituye a Heredia en el liderazgo de la Liga, y es cuando éste propone y funda la ACJM. En 1944 fundó el Instituto Mexicano de Investigaciones metapsíquicas (IMIS).

### Entrevistas con Elías Calles
Carlos de Heredia, tuvo varias entrevistas, en los últimos meses, del ya enfermo el expresidente Plutarco Elías Calles, esperando que la gracia de Dios actuara en él; sin persuadirlo, ni evangelizarlo. La primera fue en el destierro, el rancho de Calles en San Diego California. La última en la víspera de su muerte en el sanatorio inglés en Ciudad de México. Heredia se ganó el respeto y confianza de Plutarco, al grado tal que una vez le solicitó a Heredia lo acompañara a una sesión de espiritismo. Una vez Carlos le dijo al general después de ir a la Basílica de Guadalupe:
“Fui a ver a la Indita y a pedirle por usted… Aquí le traigo este paquete de pequeñas bombas atómicas…- Eran unas “gorditas” de la Villa de Guadalupe.

## Obras
Además de las organizaciones por el fundada, Carlos de Heredia en su rol de escritor, aportó diversas obras: 
- 1922. Espiritismo y sentido común.
- 1924. Verdadero espiritismo.
- 1931. Fraudes espiritistas y fenómenos metapsíquicos. 2 tomos.[7]
- 1939. Tabasco renace en Cristo. Cuaderno primero de El cristo negro de Garrido. 1939.
- 1946. Historietas y Leyendas.
- 1947. La pregunta de Ben Hered: Memorias de un reportero en los tiempos de Cristo.[8]
- El milagro del Tepeyac. Obras de teatro sobre la Virgen de Guadalupe, después adaptada al cine para dos películas:
- 1942. La virgen Morena. (Dir. Gabriel Soria).
- 1976. La Virgen de Guadalupe (Dir Alfredo Salazar).